# Белая земля
«Белая земля» (другое название: «Операция «Хольцауге»») — трёхсерийный телевизионный художественный фильм режиссёра Александра Карпова, снят на киностудии «Беларусьфильм» в 1970 году по мотивам повести Алексея Леонтьева «Белая земля», в основу которой положена реальная история об операции «Хольцауге».

## Сюжет
Во время туристической поездки в Мюнхен инженер Александр Окулич узнаёт из газет о загадочных взрывах на арктическом острове Безымянном. Он находит дом врача Франца Риттера и добивается с ним встречи.
Во время войны Окулич на острове Безымянном свёл невольное знакомство с отцом Франца — обер-лейтенантом Иоганном Риттером. Корабль, на котором Окулич возвращался в Мурманск, был накрыт бомбовым ударом немецких самолётов, получил пробоину и на подходе к острову подорвался на мине.
Окулич, единственный из команды, остался в живых. На острове оказалась секретная военная база немцев. Пленника было решено отправить в глубь острова. Воспользовавшись оплошностью сопровождающих, Окуличу удалось бежать, взяв с собой Риттера в качестве пленного.
Долгие дни по снежной пустыне добирались они к людям. Риттер не выдержал тяжести пути и замёрз, совсем немного не дойдя до цели. Перед смертью он рассказал, что их база была построена по личному заданию рейхсмаршала при сотрудничестве с военной разведкой адмирала Канариса. Цель — наводка рейдеров, уничтожение караванов, нападение на самолёты и корабли.
Рассказ Окулича поразил Франца, который был убеждён, что Иоганн Риттер — известный учёный-орнитолог — погиб в Норвегии на полярной станции, занимаясь научной работой. Он долго не хотел верить услышанному, пока при личной встрече друга его отца Курта с Александром Окуличем не выяснилось, что Курт был офицером, ответственным вместе с Иоганном за гибель мирных судов.

## В ролях
- Паул Буткевич — Александр Окулич
- Улдис Пуцитис — Иоганн Риттер
- Олег Янковский — Франц Риттер
- Ольга Селезнёва — Нина
- Алфонс Калпакс — Курт
- Олга Круминя — фрау Риттер

## Съёмочная группа
- Автор сценария: Алексей Леонтьев
- Режиссёр-постановщик: Александр Карпов
- Оператор-постановщик: Сергей Петровский
- Композитор: Эдуард Хагагортян
- Художник-постановщик: Юрий Булычёв
- Звукооператор: Семён Шухман